# Vasco Núñez de Balboa
Vasco Núñez de Balboa (Jerez de los Caballeros, provincia de Badajoz, ca. 1475-Acla, actual Panamá, 15 de enero de 1519) fue un adelantado, explorador, gobernante y conquistador español. Tras ser Andrés Contero el primer europeo en divisar el océano Pacífico desde un acantilado de su costa oriental, fue el primero en tomar posesión de esas tierras y el primer europeo en haber fundado una ciudad estable en solares continentales del Nuevo Mundo. Después de cruzar el ismo de Panamá (1513) dio a la idea de que la Indias eran otro continente.

## Origen familiar y primeros años

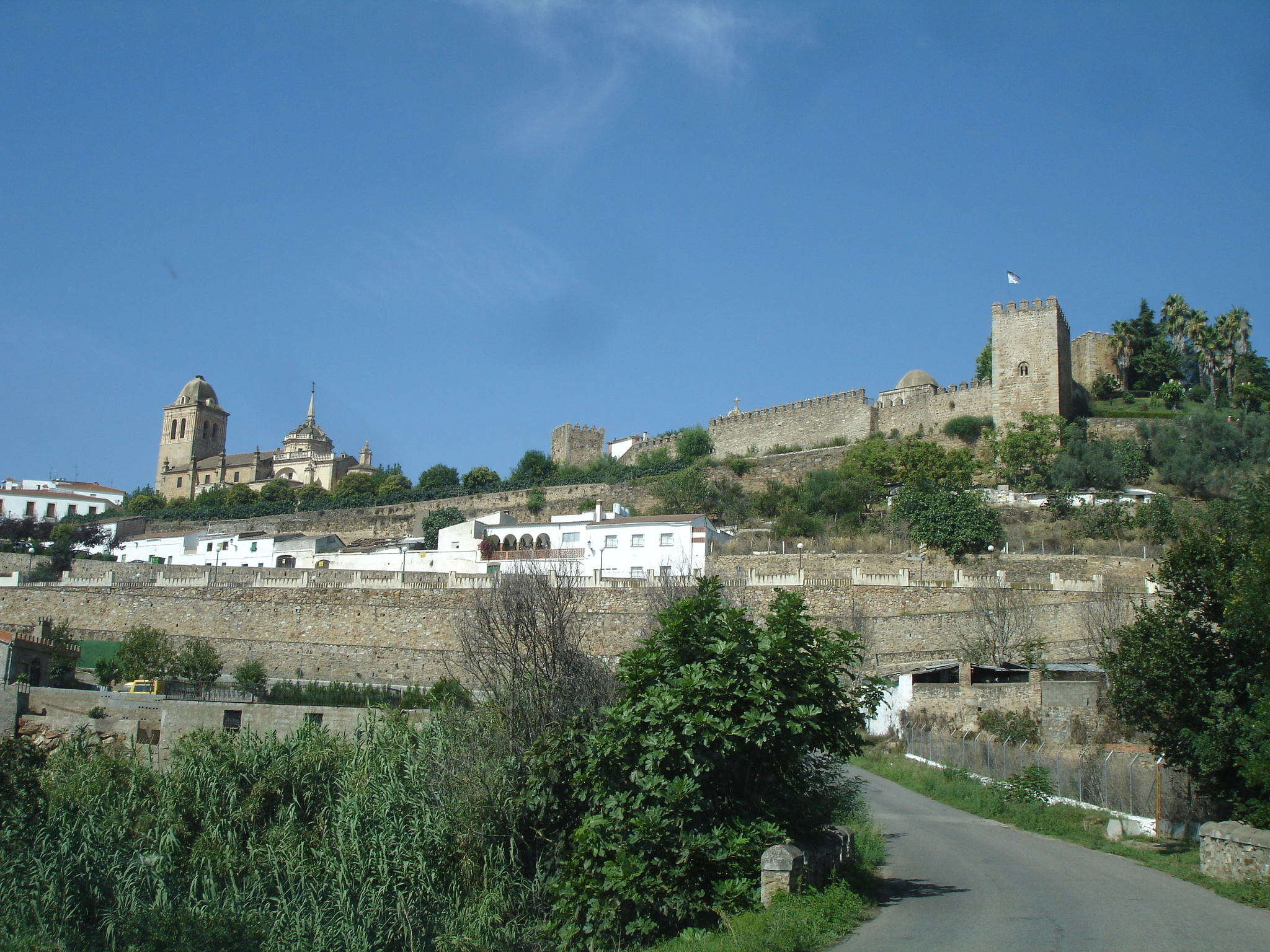
Vista de Jerez de los Caballeros

Vasco Núñez de Balboa nació hacia 1475 en la población de Jerez de los Caballeros, cerca de Badajoz, perteneciente a la Orden de Santiago.
El apellido Balboa proviene del castillo de Balboa, cerca de Villafranca del Bierzo, en la actual provincia de León (España). Se cree que su padre fue el hidalgo Álvaro Núñez (o Martínez) de Balboa, pero sobre la identidad de  su madre no se sabe casi nada. Tuvo al menos tres hermanos: Gonzalo, de profesión escribano, Juan y Álvaro. Se conoce con certeza poco de su infancia, salvo que aprendió a leer y a escribir, contrariamente a otros conquistadores españoles, así como esgrima.
Durante su adolescencia sirvió como paje y escudero de Pedro Portocarrero, VIII señor de Moguer, con el que vivió en el Castillo de Moguer, durante los preparativos y desarrollo del viaje descubridor. También residió en Córdoba y tuvo casa en Sevilla.

## Viaje a las Indias

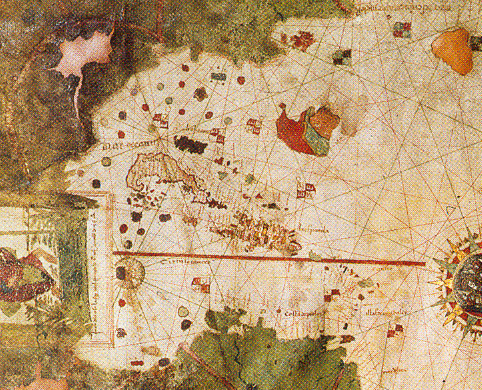
Detalle del mapamundi realizado en 1500 por Juan de la Cosa antes de partir en la expedición de Bastidas.

En 1500, animado por su señor y las noticias de los viajes de Cristóbal Colón y de otros navegantes hacia el Nuevo Mundo, decidió enrolarse en la expedición de Rodrigo de Bastidas al mar Caribe. Siguiendo a Bastidas y a su piloto Juan de la Cosa, en 1501 recorrió las costas del mar Caribe desde el este de Panamá, pasando por el golfo de Urabá, hasta el cabo de la Vela (actual Colombia). Las naves pusieron finalmente rumbo a la isla de La Española, donde una de ellas naufragó.
Balboa, con las ganancias conseguidas en dicha campaña, compró un terreno en la isla y allí residió varios años ocupándose de la agricultura y la crianza de cerdos. Pero no tuvo demasiada suerte en esta actividad: la climatología era adversa, por tratarse de una zona muy expuesta a los huracanes; los pobladores de la isla estaban sumidos en la pobreza, y los cerdos salvajes representaban una competencia para sus productos. Balboa comenzó a endeudarse y al empezar a ser perseguido por sus acreedores, finalmente no vio más salida que huir de la isla.
En 1508, el rey Fernando el Católico sometió a concurso la conquista de Tierra Firme. Se crearon dos nuevas gobernaciones en las tierras comprendidas entre los cabos de la Vela (actual Colombia) y de Gracias a Dios (actualmente en la frontera entre Honduras y Nicaragua). Se tomó el golfo de Urabá como límite de ambas gobernaciones: Nueva Andalucía al este, gobernada por Alonso de Ojeda, y Veragua al oeste, gobernada por Diego de Nicuesa.

## Periplo a Tierra Firme
En 1509, queriendo librarse de sus acreedores en Santo Domingo, Núñez de Balboa se embarcó como polizón dentro de un barril en la expedición comandada por el bachiller y alcalde mayor de Nueva Andalucía Martín Fernández de Enciso. Llevaba consigo a su perro Leoncico, que era hijo de un perro de Juan Ponce de León. Fernández de Enciso se dirigía a socorrer al gobernador Alonso de Ojeda, quien era su superior.
Ojeda, junto con setenta hombres, había fundado el poblado de San Sebastián de Urabá en Nueva Andalucía. Sin embargo, cerca del establecimiento existían muchos indígenas belicosos que usaban armas venenosas, y Ojeda había quedado herido en una pierna. Poco después, Ojeda se retiró en un barco a La Española, dejando el establecimiento a cargo de Francisco Pizarro, que en ese momento no era más que un soldado en espera de que llegara la expedición de Enciso. Ojeda le pidió a Pizarro que se mantuviera con unos pocos hombres por cincuenta días en el poblado, o que de lo contrario usara todos los medios para regresar a La Española.
Antes de llegar la expedición a San Sebastián de Urabá, Fernández de Enciso descubrió a Núñez de Balboa a bordo del barco y lo amenazó con dejarlo en la primera isla desierta que se encontrara. Pero muchos de los tripulantes se manifestaron a favor de Balboa, al que conocían, y el bachiller quedó convencido de la utilidad que tendrían los conocimientos del polizón en aquella región, que había explorado ocho años atrás. Por ello le perdonó la vida y le permitió quedarse a bordo. Al llegar a su destino, el barco de Enciso embarrancó y al naufragar se perdió la credencial que acreditaba los poderes otorgados a Enciso. Esto le permitiría a Balboa más tarde desafiar la autoridad de Enciso.
Pasados los cincuenta días que había estipulado Ojeda, Pizarro comenzó a movilizarse para regresar a La Española, cuando justamente llegó la embarcación de Fernández de Enciso. El bachiller, usando sus facultades como alcalde mayor, ordenó el regreso a San Sebastián. Esto causó sorpresa entre sus hombres porque el poblado estaba totalmente destruido, y además los indígenas los esperaban y comenzaron a atacar sin descanso.
Debido a lo peligroso del territorio, Núñez de Balboa sugirió que el poblado de San Sebastián fuera trasladado hacia la región del Darién, al oeste del golfo de Urabá, donde la tierra era más fértil y habitaban indígenas menos belicosos. Fernández de Enciso aceptó dicha sugerencia. Más tarde, el regimiento se trasladó a Darién, donde los esperaba el cacique Cémaco, junto con 500 combatientes prestos a la batalla. Los españoles, temerosos de la gran cantidad de combatientes, hicieron voto ante la Virgen de la Antigua de Sevilla, de que si resultaran victoriosos en la batalla darían su nombre a una población de la región. La batalla fue muy reñida para ambos bandos, pero por un golpe de suerte los españoles salieron victoriosos.
Cémaco, quien fue señor de la comarca, abandonó el pueblo junto con sus combatientes hacia la selva del interior. Entonces los españoles decidieron saquear las casas y reunieron un gran botín consistente en joyas de oro. A cambio, Núñez de Balboa hizo promesa del voto y fundó en diciembre de 1510 el primer establecimiento permanente en tierras continentales americanas, Santa María la Antigua del Darién.

## Lucha por el poder en Veraguas
El triunfo de los españoles sobre los indígenas y la posterior fundación de Santa María la Antigua del Darién, situada ahora en un lugar relativamente calmo, dieron a Vasco Núñez de Balboa autoridad y consideración entre sus compañeros. Sus partidarios calificaban a Martín Fernández de Enciso de déspota y avaro por las restricciones que tomó contra el oro, que era objeto de codicia de los colonos.
Núñez de Balboa aprovechó la situación haciéndose vocero de los colonos disgustados y consiguió destituir a Fernández de Enciso del cargo de gobernante de la ciudad. Para ello utilizó como argumento que la nueva ciudad de la Antigua ya no se encontraba en la gobernación de Ojeda, que terminaba en el golfo de Urabá, sino en la gobernación de Diego de Nicuesa. Fernández de Enciso, como lugarteniente de Ojeda, no tenía por tanto jurisdicción en aquel territorio. Luego de la destitución, se estableció un cabildo abierto y se eligió un gobierno municipal (el primero en el continente americano), y se designaron dos alcaldes: Martín Zamudio y Vasco Núñez de Balboa.
Poco después llegó a Santa María de la Antigua una flotilla encabezada por Rodrigo Enrique de Colmenares, que tenía como objetivo encontrar a Nicuesa, quien también estaba en aprietos en algún lado del norte de Panamá. Cuando supo de los hechos persuadió a los colonos de la ciudad de que debían someterse a la autoridad de Nicuesa, ya que se hallaban en su gobernación; Enrique de Colmenares invitó a dos representantes que el Cabildo nombraría para que viajaran con su flotilla y ofrecieran a Nicuesa el control de la ciudad. Los dos representantes fueron Diego de Albites y Diego del Corral.
Enrique de Colmenares encontró a Nicuesa bastante malherido y con pocos hombres cerca de Nombre de Dios, debido a una escaramuza que había tenido con indígenas de esa región. Tras ser rescatado, el gobernador escuchó el relato de la batalla con el cacique Cémaco y la fundación de Santa María, y decidió encaminarse a la ciudad para imponer su autoridad, ya que consideraba los actos de Enciso y Balboa como una intromisión en su jurisdicción de Veraguas.
Los representantes de Santa María fueron persuadidos por Lope de Olano, que estaba encarcelado junto con varios presos descontentos, de que iban a cometer un error grave si entregaban el control a Nicuesa, que era calificado de avaro y cruel, y que era capaz de destruir la prosperidad de la nueva ciudad. Con estos argumentos, de Albites y del Corral huyeron al Darién antes que Nicuesa llegara e informaron tanto a Núñez de Balboa como al resto de las autoridades municipales de las intenciones del gobernador.
Cuando Nicuesa llegó al puerto de la ciudad, apareció una muchedumbre y se desencadenó un tumulto, que impidió al gobernador desembarcar en la ciudad. Nicuesa insistió en ser recibido no ya en calidad de gobernador, sino como simple soldado, pero aun así los colonos se negaron a que desembarcara en la ciudad. En cambio, fue obligado a montarse sobre un barco en malas condiciones y pocas provisiones y fue dejado a la mar el 1 de marzo de 1511. Junto al gobernador embarcaron 17 personas. El barco desapareció sin dejar rastro de Nicuesa ni de sus acompañantes.
De esta manera Núñez de Balboa quedó como gobernador de facto de Veraguas. Enseguida inició gestiones para conseguir el reconocimiento oficial. Para ello envió a dos mensajeros, el alcalde Zamudio y Valdivia, a presentarse ante el virrey de las Indias, Diego Colón. De allí, Zamudio se dirigió a España. Las gestiones tuvieron éxito porque el 23 de diciembre de 1511 la Corona nombró a Balboa "gobernador y capitán" de "la provincia del Darién".

## Gobernador del Darién

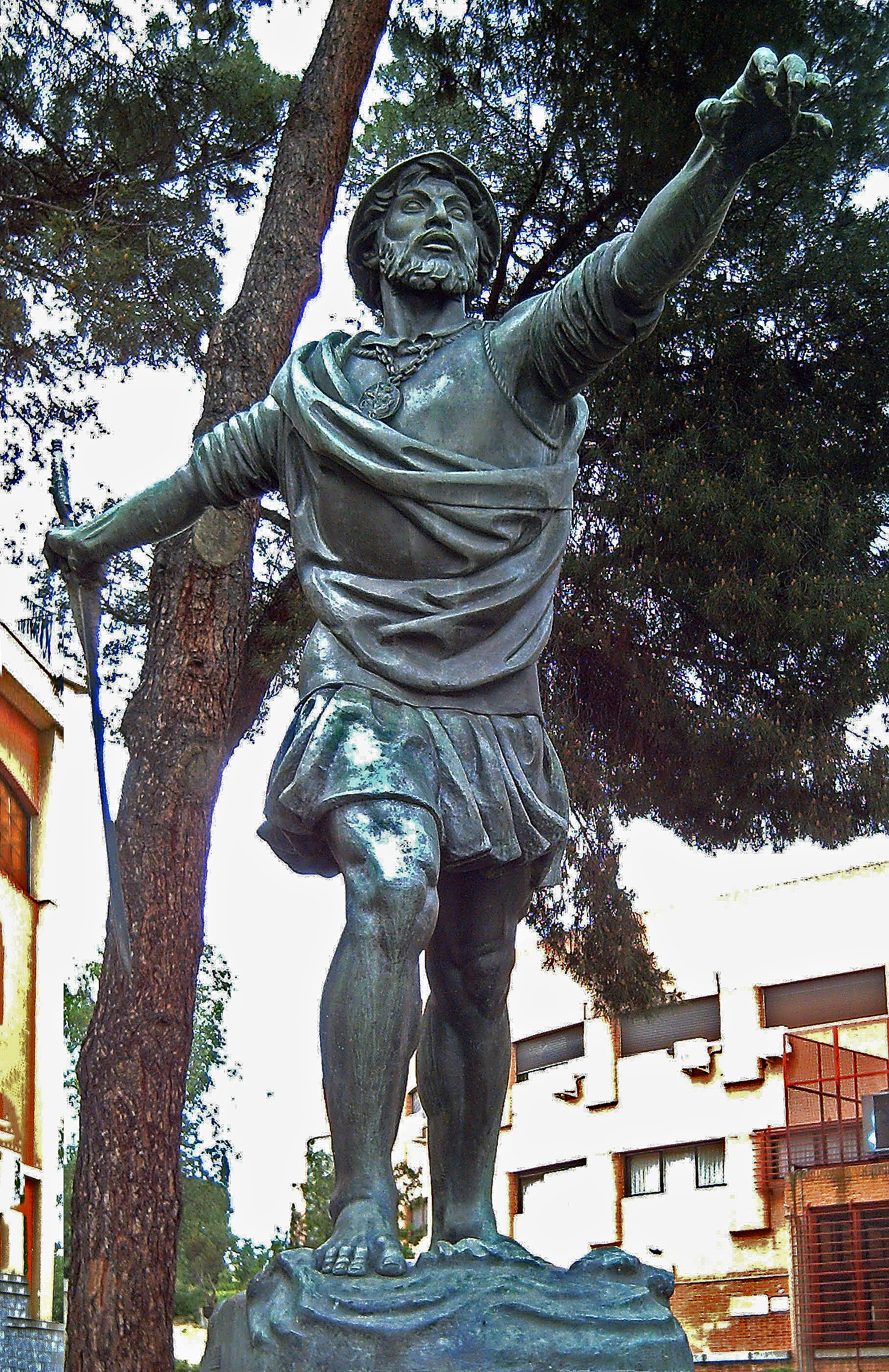
Estatua de Núñez de Balboa en Madrid (Enrique Pérez Comendador, 1954).

Núñez de Balboa quedó a partir de entonces con el mando absoluto de Santa María la Antigua y de Nombre de Dios. Una de sus primeras acciones fue juzgar al bachiller Fernández de Enciso por el delito de usurpación de autoridad, el cual fue condenado a la cárcel y sus bienes fueron confiscados, aunque posteriormente Balboa lo dejara en libertad a cambio de que se volviera a La Española y después a España. En el mismo barco fueron dos representantes de Núñez de Balboa, con la misión de dar la versión suya de los sucesos de la colonia y de pedir más hombres y suministros para proseguir con la conquista de Veraguas que llegaba nominalmente hasta el cabo Gracias a Dios.
Mientras tanto, Núñez de Balboa comenzó a mostrar su faceta de conquistador embarcándose al oeste y recorriendo el istmo de Panamá, sometiendo a varias tribus indígenas y forjando alianzas con otras, como las de los caciques Coíba, Careta y Poncha. Atravesó ríos, montañas y pantanos malsanos en busca de oro y esclavos. En una carta enviada al rey de España expresó que: «He ido adelante por guía y aun abriendo los caminos por mi mano». También pudo aplacar revueltas de varios españoles que desafiaban su autoridad.
Logró la siembra del maíz y recibió provisiones de La Española y de España. Hizo que sus soldados se habituaran a la vida de los exploradores. Núñez de Balboa logró recoger mucho oro, en parte de los adornos de las mujeres indígenas y el resto obtenido por formas violentas. En 1513, escribió una extensa carta al rey de España en la que le solicitaba más hombres aclimatados en La Española, armas, provisiones, carpinteros para construir buques y los materiales necesarios para levantar un astillero. En 1515, en otra carta hablaba de su política humanitaria para con los indígenas y aconsejaba al mismo tiempo, que las tribus caníbales o temidas fueran castigadas con severidad extrema.
A finales de 1512 e inicios de 1513, llegó a una comarca donde dominaba el cacique Careta. Este fue derrotado fácilmente y luego se hizo amigo de Balboa, recibiendo el bautismo cristiano y pactando una alianza con los castellanos que aseguró la subsistencia de la colonia, ya que el cacique prometió suministrarles alimentos. A cambio, los españoles le entregarían productos de hierro, metal desconocido en el continente americano y que se convirtió rápidamente en objeto de prestigio para los indígenas.
Para sellar la alianza, Balboa tomó "como si mujer fuera legítima" a la hija o sobrina del cacique Careta. Núñez de Balboa prosiguió su conquista llegando a las tierras del vecino y rival de Careta, el cacique Ponca, y este huyó de su comarca hacia las montañas, dejando solo a los españoles y los indígenas aliados de Careta que saquearon y destruyeron las casas de la comarca. Poco después, fue hacia los dominios del cacique Comagre, territorio fértil pero muy salvaje, aunque cuando llegaron fueron recibidos pacíficamente a tal punto que fueron invitados a un agasajo; de igual manera Comagre fue bautizado.
Es en esta comarca donde Núñez de Balboa escuchó por primera vez de la existencia de otro mar al otro lado de las montañas. Durante una disputa entre españoles con el poco oro que estaban encontrando, Panquiaco, hijo mayor de Comagre, se enojó por la avaricia de los españoles y tumbó la balanza que medía el oro y replicó: «Si tan ansiosos estáis de oro que abandonáis vuestra tierra para venir a inquietar la ajena, yo os mostraré una provincia donde podéis a manos llenas satisfacer ese deseo».
Panquiaco relató de un reino al sur donde la gente era tan rica que utilizaban vajillas y utensilios en oro para comer y beber. También advirtió de que necesitarían al menos mil hombres para vencer a las tribus que habitaban tierra adentro y los que estaban en las costas del otro mar. Eran las primeras noticias del Imperio inca.

## Descubrimiento y conquista del Mar del Sur

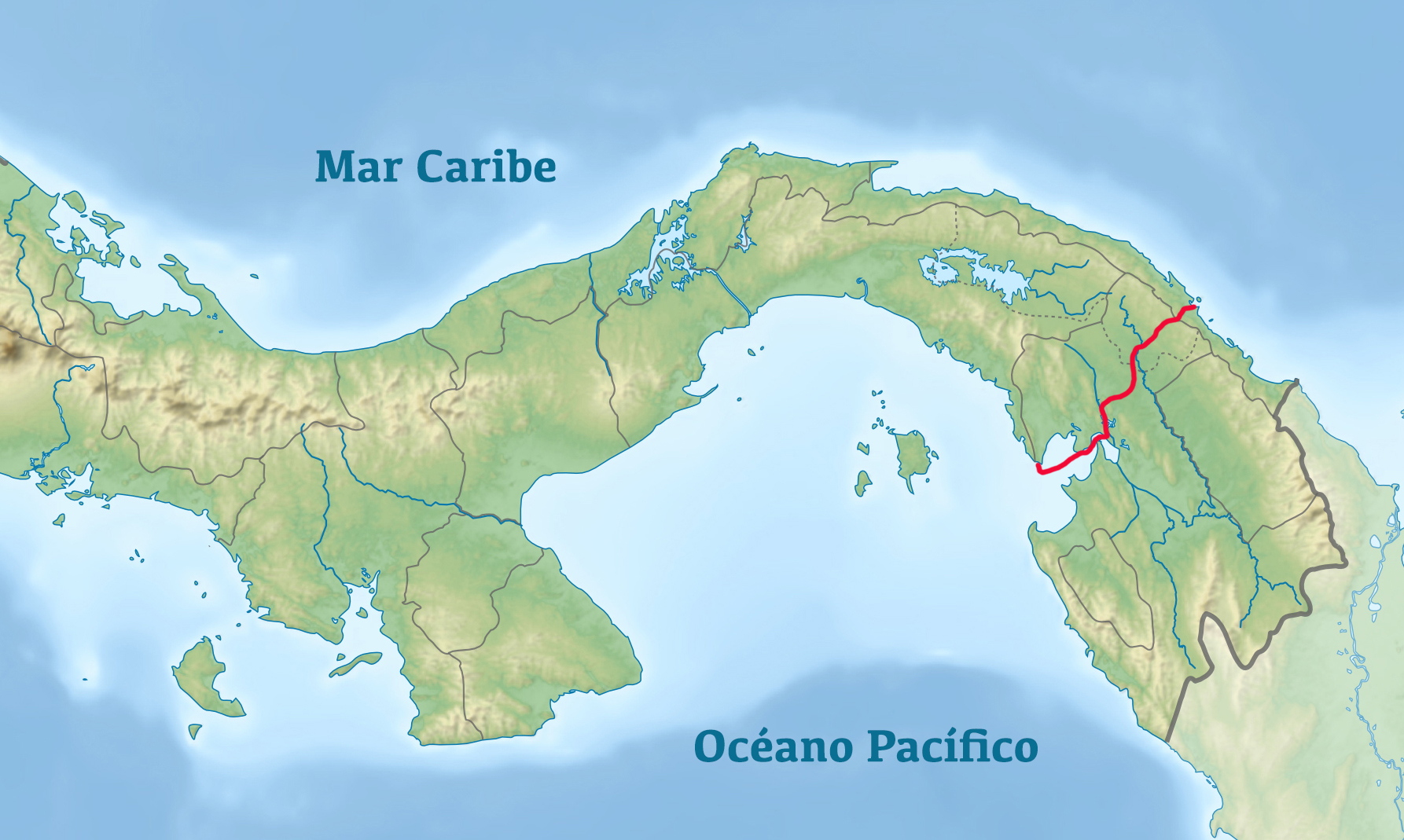
Ruta del viaje de Núñez de Balboa al Mar del Sur en 1513.

La noticia inesperada de un nuevo mar rico en oro fue tomada muy en cuenta por Núñez de Balboa. Decidió regresar a Santa María a comienzos de 1513 para disponer de más hombres provenientes de La Española, y fue ahí cuando se enteró de que Fernández de Enciso había persuadido a las autoridades  de su versión de lo ocurrido en Santa María. Entonces, Núñez de Balboa envió a Enrique de Colmenares directamente a España para buscar ayuda, en vista que no había habido respuesta de parte de las autoridades de La Española.
Mientras en Santa María se organizaban expediciones en busca del nuevo mar. Algunos recorrieron el río Atrato hasta diez leguas hacia el interior, sin ningún éxito. La petición de más hombres y suministros en España fue denegada porque el caso de Fernández de Enciso ya era conocido por la Corte española. Así, a Núñez de Balboa no le quedó más remedio que emplear los pocos recursos que tenía en la ciudad para emprender el descubrimiento. Tuvo la sabiduría de apoyarse en gran medida en los indígenas, conocedores de todos los secretos de la selva: rutas a seguir, dónde aprovisionarse de agua, cómo encender fuego.

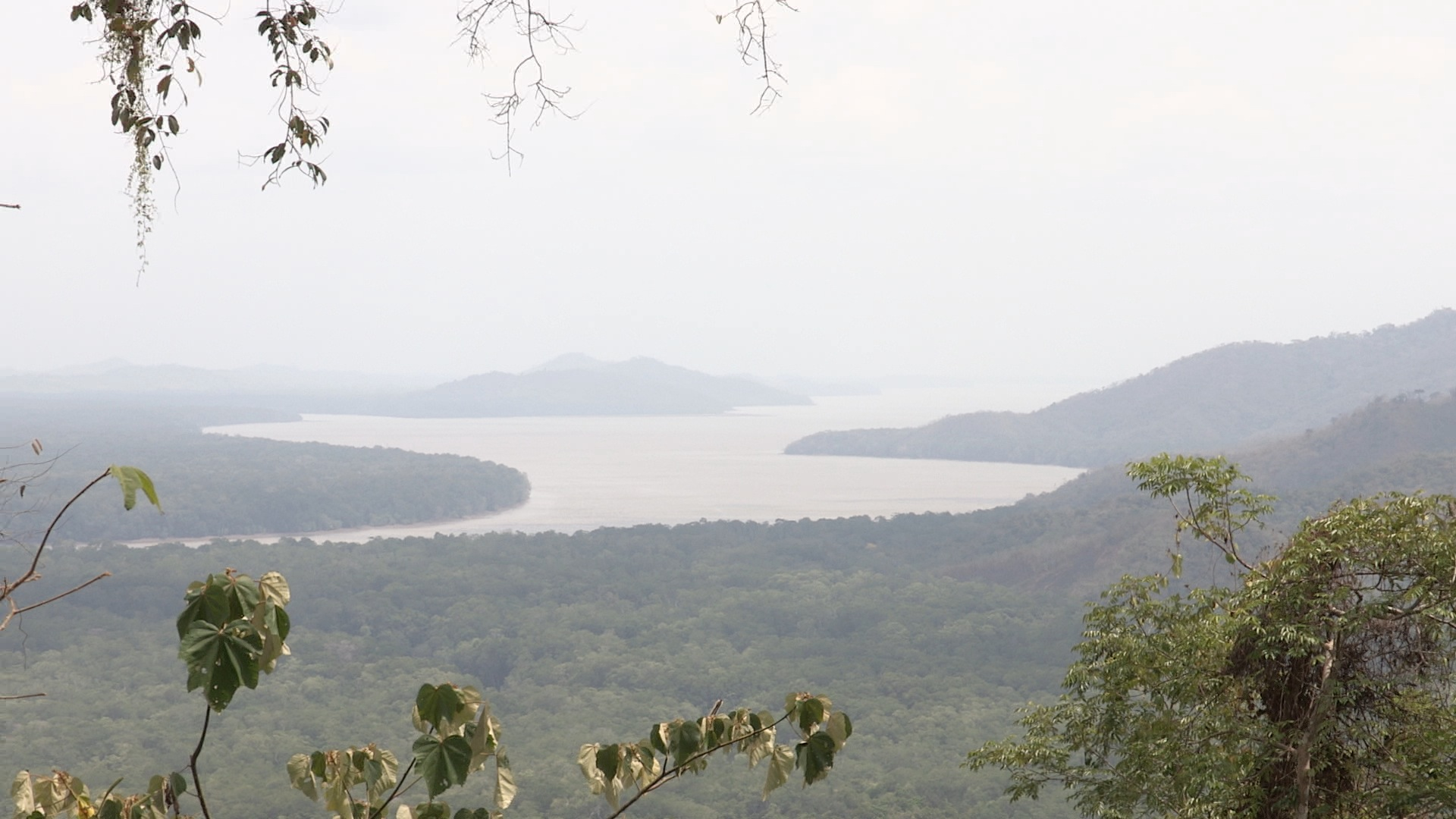
Lugar del primer avistamiento del Mar del Sur

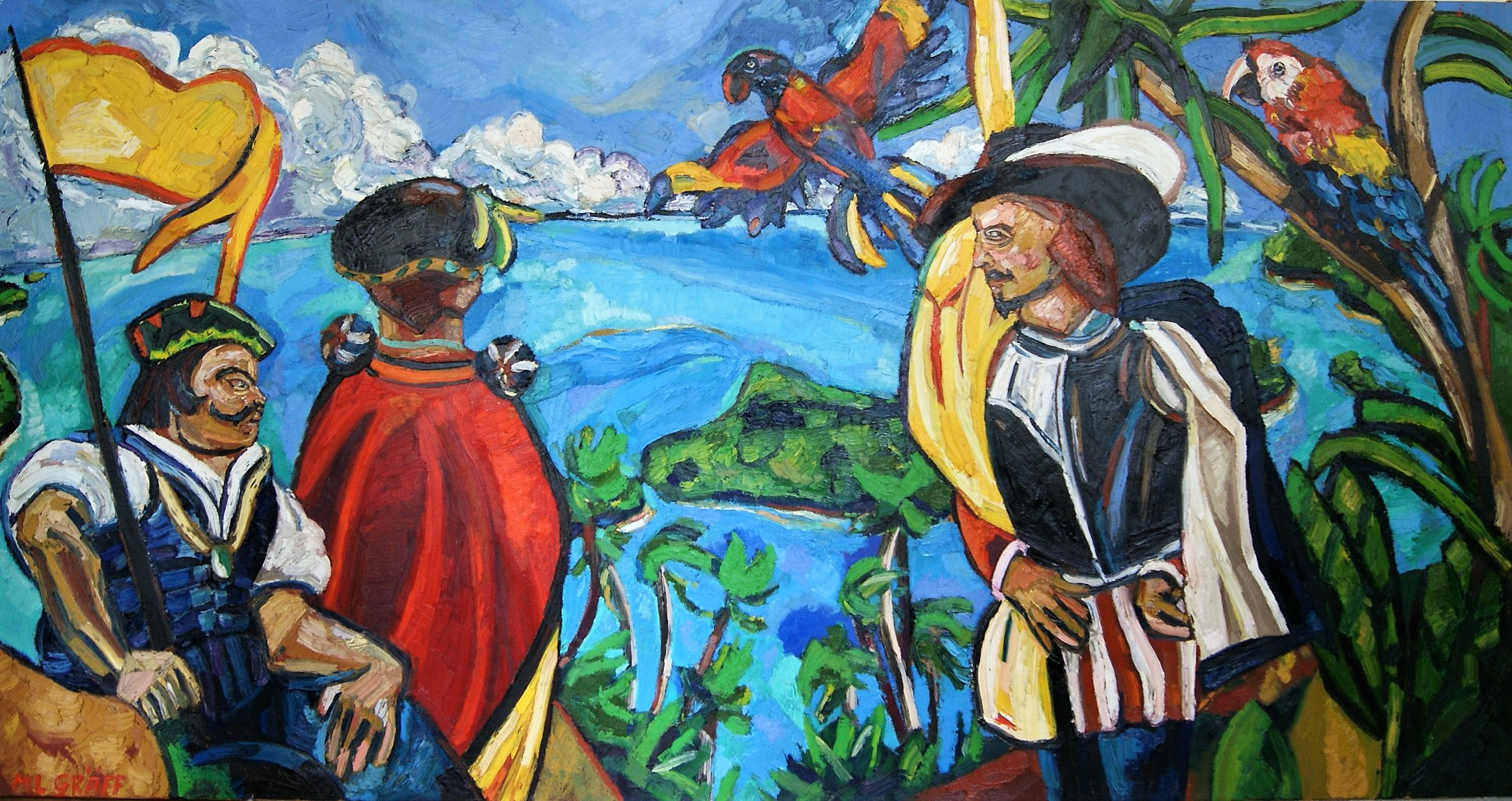
Descubrimiento del Océano Pacífico por Vasco Núñez de Balboa, Panamá – 25 de septiembre de 1513, 11 a. m., pintado por Matthias Laurenz Gräff (2009/10)

Usando varios informes dados por caciques indígenas amigos, Núñez de Balboa emprendió el viaje desde Santa María a través del istmo de Panamá el 1 de septiembre de 1513, junto con 190 españoles, algunos guías indígenas y una jauría de perros. Usando un pequeño bergantín y diez canoas indígenas navegaron hasta las tierras del cacique Careta. Y el día 6, desde lo que posteriormente se llamó Acla, junto con un gran contingente de mil indígenas de Careta, entre ellos Ponquiaco, hacia las tierras de Ponca, que se había reorganizado; pero fue vencido, sometido e hizo alianza con Núñez de Balboa. Luego de varios días y uniéndose varios hombres de Ponca se remontaron a la espesa selva el día 20. Avanzaron con algunas dificultades, encontrando tribus de piel negra.
Llegaron el día 24 a las tierras del cacique Torecha, que dominaba el poblado de Cuarecuá. En este poblado se desencadenó una férrea y persistente batalla; Torecha fue vencido y muerto en combate. Al irrumpir en la casa de Torecha, los conquistadores descubrieron a su hermano "en traje de mujer" rodeado de otros notables. Los españoles interpretaron la escena como un harén homosexual y los ejecutaron a todos echándolos a los perros. Tras la batalla, los hombres de Torecha decidieron aliarse con Núñez de Balboa, aunque gran parte de la expedición estaba exhausta y malherida por el combate y muchos de estos decidieron hacer descanso en Cuarecuá.
Núñez de Balboa decidió proseguir el camino con un destacamento de 67 españoles, un número indeterminado de indios, entre los cuales se encontraban Ponquiaco, y Francisco Pizarro. Se internaron en las cordilleras de la región del río Chucunaque. Actualmente denominadas montañas Urrucallala, entre el río Sabanas y el Cucunatí. Según informes de los indígenas, desde la cima de esta cordillera se podía ver el mar, así que Núñez de Balboa se adelantó al resto de los expedicionarios y antes del mediodía logró llegar a la cima y contemplar, lejos en el horizonte, las aguas del mar desconocido.

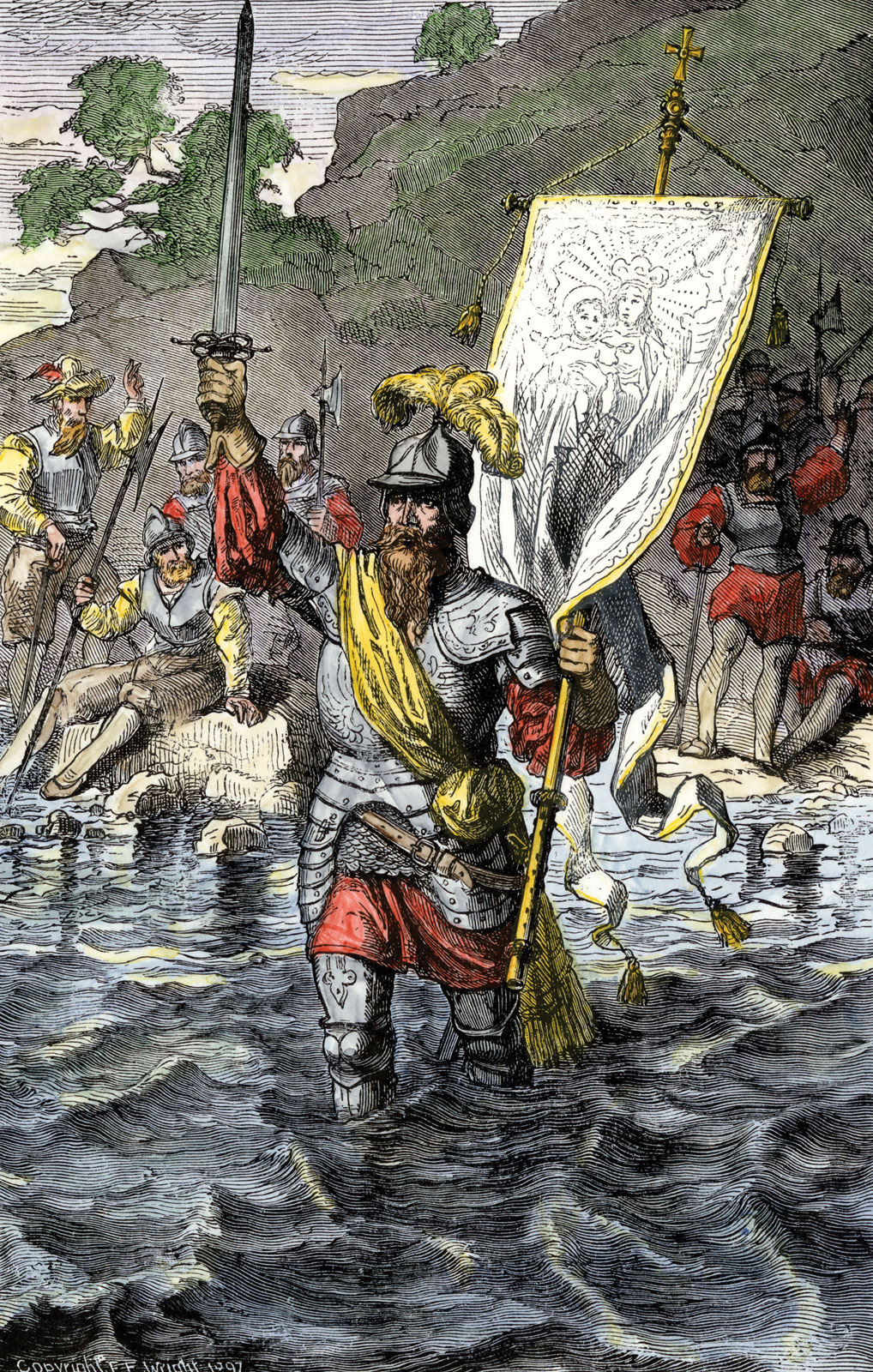
Vasco Núñez de Balboa reclamando el océano Pacífico para España en 1513 junto a sus soldados.

Estaba en alguna de las cumbres de las montañas Urrucallala. Los demás se apresuraron a demostrar su alegría y felicidad por el descubrimiento logrado por Núñez de Balboa. El capellán de la expedición, el clérigo Andrés de Vera entonó el Te Deum Laudamus, mientras que el resto de los hombres erigieron pirámides de piedras e intentaron con las espadas grabar cruces e iniciales sobre la corteza de los árboles del lugar, dando fe que en ese sitio se había realizado el descubrimiento. Todo eso ocurrió el 25 de septiembre  de 1513.

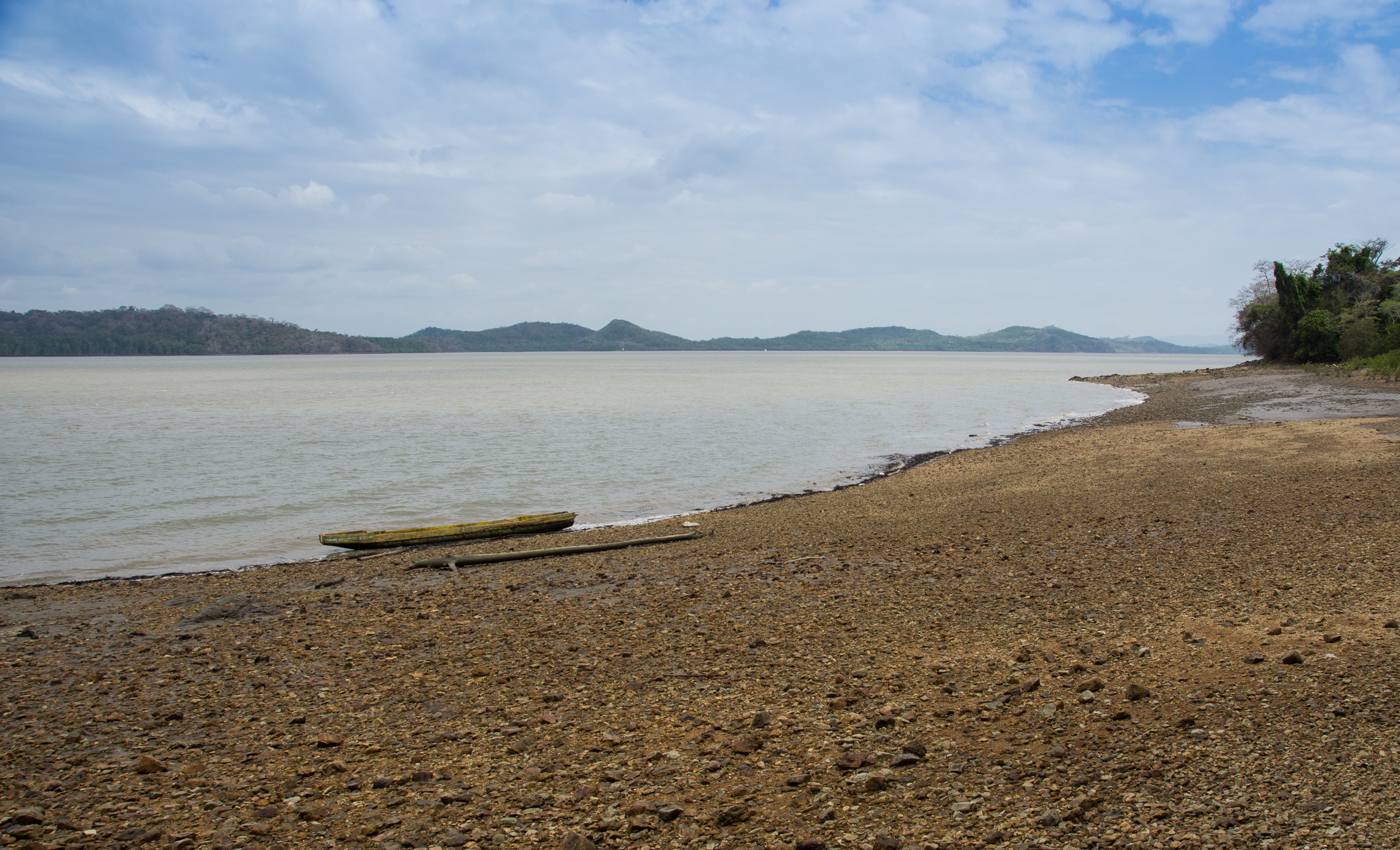
Playa de Buena Vista, lugar de primera toma de posesión del Mar del Sur por Balboa en 1513

Pasado el momento del descubrimiento, la expedición bajó de las cordilleras rumbo al mar y se internó en las tierras del cacique Chiapes, que fue vencido en un breve combate e invitado a colaborar con la expedición. De la comarca de Chiapes salieron tres grupos en busca de caminos que llegaran al mar. El grupo que lideraba Alonso Martín de Don Benito llegó a sus orillas dos días después, embarcándose en una canoa y dando fe que había navegado por primera vez dicho mar. De regreso avisaron a Núñez de Balboa y este marchó con 26 hombres que llegaron a la playa (cerca de lo que hoy se conoce como Punta Buena Vista); Núñez de Balboa levantó sus manos, en una su espada y en la otra un estandarte con una imagen de la Virgen María; entró al mar hasta las rodillas y tomó posesión de él en nombre de los soberanos de Castilla, Juana y Fernando.
Balboa bautizó al golfo donde estaban como San Miguel, porque fue descubierto el día de San Miguel Arcángel, 29 de septiembre y al nuevo mar como Mar del Sur, nombre dado entonces al Océano Pacífico, por el recorrido que tomó la exploración al llegar a dicho mar. Este hecho fue un hito importante en la larga búsqueda llevada a cabo por los españoles de una ruta marítima a Asia por occidente. Un mes después, el 29 de octubre, hacía la segunda toma de posesión ya fuera del Golfo de San Miguel y en la costa de mar abierto, en algún lugar de la actual playa de Gonzalo Vázquez.
Posteriormente, Balboa se dedicó a la búsqueda de las comarcas ricas en oro. Recorrió las tierras de los caciques Coquera y Tumaco, a los que venció fácilmente y arrebató sus riquezas en oro y perlas. Se enteró después de que las perlas se producían en abundancia en unas islas donde regía Terarequí, un poderoso cacique que dominaba esa región. Así Núñez de Balboa decidió embarcarse en canoa hacia esas islas, a pesar de que era el mes de octubre de 1513 y las condiciones meteorológicas no eran las mejores. Apenas logró divisar las islas, y llamó Isla Rica (hoy isla del Rey) a la mayor de estas, y a toda la región la llamó Archipiélago de las Perlas, nombre que aún conserva en la actualidad.
En noviembre, Núñez de Balboa decidió regresar a Santa María la Antigua del Darién pero por una ruta diferente, para seguir conquistando territorios y obtener mayores riquezas con su botín. Atravesó las comarcas de Teoca, Pacra, Bugue Bugue, Bononaima y Chiorizo, venciéndolos a algunos con fuerza y otros con diplomacia. Cuando llegó a los territorios del cacique Tubanamá, Núñez de Balboa tuvo que enfrentarlo con mucha violencia y lo logró vencer; en diciembre llegó a las tierras del cacique Pocorosa en el golfo de San Blas, ya en el Caribe y luego se dirigió a las tierras de Comagre, donde ya el cacique había muerto por la edad y su hijo Panquiaco había sido nombrado el nuevo cacique.
De ahí decidió atravesar las tierras de Ponca y Careta, para finalmente llegar a Santa María el 19 de enero de 1514, con un gran botín de artículos de algodón, más de 100 000 castellanos de oro, sin contar con la cantidad de perlas; además obviamente del descubrimiento de un nuevo mar para los españoles. Núñez de Balboa asignó a Pedro de Arbolancha para que viaje a España con la noticia del descubrimiento y envió la quinta parte de las riquezas obtenidas al rey, tal como lo establecían las leyes.
Balboa haría un segundo cruce en 1517 partiendo de Acla pero por un camino diferente. La denominada Ruta de Balboa pasaría rápidamente al abandono al abrirse, unos años más tarde, el camino de Nombre de Dios a la ciudad de Panamá.

## Disputas con Pedrarias
Las acusaciones del bachiller Fernández de Enciso, a quien Núñez de Balboa había despojado del poder, y la destitución y posterior desaparición de Nicuesa hicieron que, a petición del obispo Juan Rodríguez de Fonseca, el rey nombrara gobernador de la nueva provincia de Castilla de Oro a Pedro Arias de Ávila, más conocido como Pedrarias Dávila, quién sustituiría por tanto a Balboa en la gobernación del Darién. Cuando el emisario de Balboa, de Arbolancha, llegó a la Corte hizo que se calmaran un poco los ánimos.
Las peticiones de hombres que Balboa había hecho al monarca español las cumplió este a través del nuevo gobernador, quien partió con una expedición de 1500 hombres y 17 naves que costó 40 000 ducados. Era la flota más numerosa y completa que había salido de España con destino a América hasta entonces y el rey Fernando dedicó una gran parte de su tiempo a organizarla, esperando que sería un gran negocio. 
En esta gran expedición viajaron el licenciado Gaspar de Espinosa con el cargo de alcalde mayor, el mismo bachiller Fernández de Enciso ahora como alguacil mayor, el cronista Gonzalo Fernández de Oviedo que iba en calidad de oficial real; el piloto Juan Vespucio; varios capitanes, entre ellos Juan de Ayora como lugarteniente de Pedrarias; varios clérigos entre los que resaltaba el fraile franciscano Juan de Quevedo asignado como obispo de Santa María, y finalmente venían mujeres entre las cuales estaba Isabel de Bobadilla, esposa de Pedrarias. 
Más de quinientos hombres murieron de hambre o víctimas del clima poco después de desembarcar en Darién. Fernández de Oviedo narró cómo caballeros cubiertos de sedas y brocados, que se habían distinguido valerosamente en las guerras de Italia, morían de inanición consumidos por la naturaleza de la selva tropical.
Balboa recibió a Pedrarias junto con sus emisarios, en el mes de julio de 1514 y aceptó bastante resignado la sustitución del cargo de gobernador y alcalde mayor. Esto causó algo de rabia entre los colonos y algunos ya pensaban en usar las armas para enfrentarlos, sin embargo Núñez de Balboa mostró su respeto con los nuevos gobernadores.
Cuando Pedrarias tomó el cargo, Gaspar de Espinosa apresó a Núñez de Balboa y se le enjuició «en ausencia», dando como resultado el pago de una indemnización a Fernández de Enciso y a otros acusadores de parte de Núñez de Balboa. Sin embargo fue declarado inocente de la muerte de Nicuesa, por lo que fue liberado posteriormente.
El 23 de septiembre de 1514 Balboa fue nombrado por la Corona adelantado del Mar del Sur y gobernador de Panamá y Coiba, subordinado al nuevo gobernador, pero al mismo tiempo a Pedrarias se le ordenó que le concediese a Balboa libertad para ejercitarse en los asuntos de gobierno. La Corona mantuvo así la ambigüedad tanto en el reparto de competencias entre los dos líderes como acerca de la extensión geográfica de sus jurisdicciones, que no fueron delimitadas. El nombramiento le llegó a Balboa el 20 de marzo de 1515.
Debido a la situación de sobrepoblación en Santa María, Pedrarias llamó a varios expedicionarios para buscar nuevos sitios para establecerse. Núñez de Balboa le pidió a Pedrarias que le dejase realizar una expedición al Dabaibe, en la cuenca del río Atrato, donde se rumoreaba que existía un templo con grandes riquezas. Sin embargo, esta expedición fue un fracaso y Núñez de Balboa quedó herido por los constantes ataques de los indígenas de la región.
Pedrarias cambió la política de alianzas con los indios iniciada por Balboa por otra basada en la guerra y el saqueo. Llegó incluso a provocar la muerte del cacique Ponquiaco. En 1515 Balboa se quejó por carta al rey Fernando de lo que consideraba era una política errónea de Pedrarias y de las atrocidades perpetradas por sus hombres contra los indios. Además Balboa denunció el carácter de Pedrarias, llamándolo enfermizo, indiferente a las pérdidas humanas y laxo con los corruptos. Pero el rey desconfiaba de Balboa por sus antecedentes y porque no llegaban a España las riquezas prometidas.
A pesar de esto, no detuvo las ambiciones de Núñez de Balboa de seguir recorriendo nuevamente el Mar del Sur, así que logró conseguir secretamente un contingente de hombres provenientes de Cuba y la embarcación que los traía se estableció en las afueras de Santa María, el encargado de la embarcación avisó a Balboa y dio a este la cantidad de 70 castellanos. Pedrarias no tardó en darse cuenta de la presencia de la embarcación y furioso apresó a Núñez de Balboa, le quitó a los hombres que necesitaba y estaba dispuesto a encerrar al conquistador en una jaula de madera; sin embargo, el arzobispo de Quevedo apeló para que no cometiera tal castigo. Finalmente Pedrarias absolvió a Núñez de Balboa.

## Ocaso y muerte

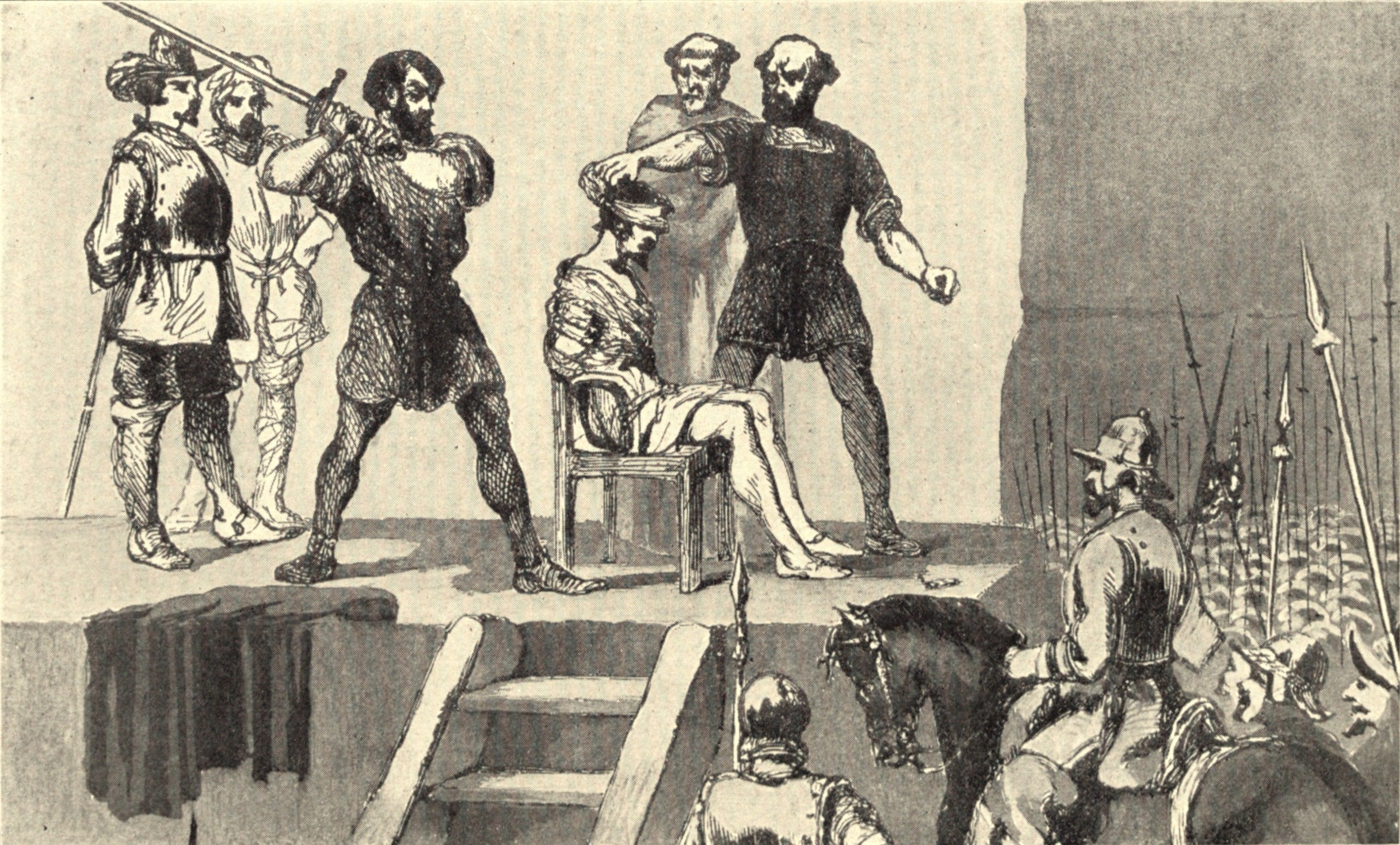
Ejecución de Vasco Núñez de Balboa.

La rivalidad entre Núñez de Balboa y Pedrarias cesó de repente, en parte también por la acción tomada por el obispo Juan de Quevedo junto con Isabel de Bobadilla para casar a Balboa con una de las hijas de Pedrarias, María de Peñalosa, que se encontraba en España. La boda se realizó por poderes en abril de 1516 pero los contrayentes nunca se llegaron a conocer (María de Peñalosa se casaría más tarde con Rodrigo Contreras). Dispuesto el matrimonio, el arzobispo partió rumbo a España. Las relaciones amistosas con Pedrarias duraron apenas dos años durante los que Núñez de Balboa comenzó a tratarlo con aparente afecto paternal.
En España el cardenal Cisneros, que gobernaba los reinos tras la muerte del soberano Fernando el Católico en enero de 1516, le ordenó a Pedrarias en julio de 1517 ponerse bajo la autoridad de los monjes jerónimos que fueran desde el año anterior gobernadores generales interinos del Virreinato Colombino e instalados en La Española. Esto añadió aún más complejidad a la situación política de Castilla del Oro.
Núñez de Balboa quiso continuar la exploración del mar recién descubierto y fundó para ello una empresa llamada "compañía del Mar del Sur", pero su suegro retardó en todo lo posible su partida. Al final, como la oposición a este proyecto ya no era sostenible dentro de la aparente cordialidad que reinaba entre ambos, Pedrarias consintió que Núñez de Balboa llevara a cabo dicha expedición, dando licencia al conquistador para que explorara por un año y medio. 
Así entre 1517 y 1518, Núñez de Balboa se trasladó con 300 hombres a Acla, donde se encontraba la madera de mejor calidad para la construcción naval. Logró preparar los materiales para hacer los barcos, que fueron transportados por indígenas.
Logró trasladarse hasta el río Balsas donde construyó cuatro navíos. Navegó 74 kilómetros por el Pacífico, recorriendo el archipiélago de las Perlas y luego las costas de Darién hasta Puerto Piñas, lugar donde existían muchas de estas frutas. Durante estas exploraciones escuchó noticias sobre un gran imperio muy rico situado en las tierras al sur.
Para poder viajar hasta esas tierras envió un destacamento de unos 50 hombres de regreso a Acla para conseguir más materiales náuticos. En secreto le ordenó también a un grupo selecto de sus más allegados que averiguasen si había llegado de España algún nuevo gobernador y que, si fuera el caso, que regresasen inmediatamente para informarle.
Al llegar a Acla, uno de los hombres de confianza de Balboa, Luis Botello, intentó colarse de noche en el poblado pero fue detenido. Ello dio pie a los soldados de Pedrarias a detener al resto del destacamento.
Acto seguido Pedrarias le escribió una carta a Balboa en términos cariñosos para que se presentara ante él con mucha urgencia y Balboa accedió rápidamente. En mitad de camino se encontró con un grupo de hombres al mando de Francisco Pizarro, quien lo detuvo por orden del gobernador. Balboa fue acusado de traidor por intento de usurpación del poder contra Pedrarias y de tratar de crear un gobierno aparte en el Mar del Sur.
Núñez de Balboa negó indignado esta acusación y solicitó que se le enviara a La Española o a España para su juicio, pero Pedrarias, en connivencia con el alcalde Espinosa, ordenó que se celebrara el juicio lo más pronto posible. El proceso se abrió a mediados de enero de 1519. Núñez de Balboa fue sentenciado el 15 de enero por Espinosa a la pena de muerte por decapitación. También fueron condenados cuatro de sus colaboradores más cercanos: Fernando de Argüello, Luis Botello, Hernán Muñoz y Andrés Valderrábano, acusados de cómplices. Otros dos hombres de Balboa se libraron de la ejecución: Andrés de Garavito, que durante el juicio testificó en contra de Balboa, y el sacerdote Rodrigo Pérez.
Núñez de Balboa fue conducido al patíbulo con sus amigos y la voz del pregonero que iba a proceder a la ejecución dijo: «Ésta es la justicia que el Rey y su teniente Pedro Arias de Ávila mandan hacer contra este hombre por traidor y usurpador de los territorios de la Corona». Núñez de Balboa no pudo contener su indignación y respondió: «Mentira, mentira; nunca halló cabida en mí semejante crimen; he servido al Rey como leal, sin pensar sino en acrecentar sus dominios».
Pedrarias observó la ejecución, oculto detrás de un tablado: un verdugo con un hacha consumó el castigo. Las cabezas de los decapitados permanecieron varios días expuestas en el pueblo, ante la curiosidad y temor de los habitantes. Se desconoce el destino de los restos de Núñez de Balboa, debido a que los textos y crónicas no mencionan lo que ocurrió después de su ejecución.
Francisco Pizarro, tras participar en la captura de Núñez de Balboa, conseguiría el apoyo de Pedrarias para la organización de la expedición que lo llevaría a la conquista del Perú. El alcalde Gaspar de Espinosa fue quien recorrería las costas del mar del Sur en los barcos que el mismo Núñez de Balboa había mandado construir. Luego, en 1520, Fernando de Magallanes rebautizaría el mar como océano Pacífico, por sus calmadas aguas cuando las vio.

## Posteridad

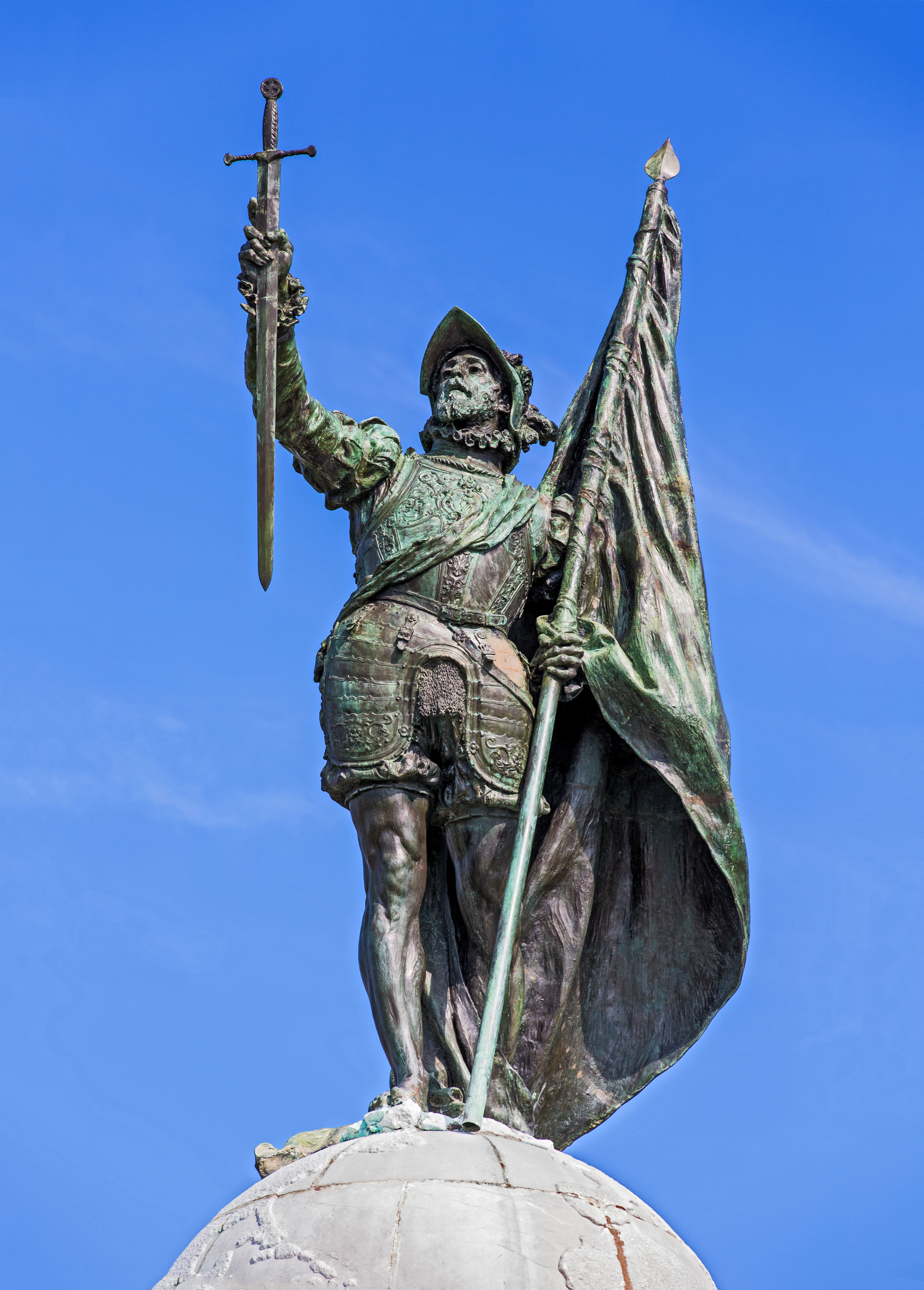
Monumento a Vasco Núñez de Balboa en Panamá.

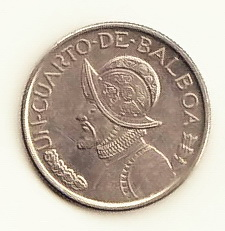
Un cuarto de balboa (cuara), moneda de curso legal en Panamá.

Balboa no tuvo hijos, por lo que a su muerte sus bienes los heredaron sus hermanos. No se sabe qué sucedió con su compañera indígena. Su hermano mayor, Gonzalo, pleiteó por recuperar los bienes y la memoria de Vasco. Gonzalo y otros dos hermanos de Vasco, Juan y Álvaro, se enrolaron en la expedición al Mar del Sur capitaneada por Sebastián Caboto en 1526. Sin embargo Gonzalo y Álvaro murieron en el Río de la Plata a manos de los indígenas mientras que Juan, con una pierna rota, se volvió a España.
La mayoría de las cartas escritas por Vasco Núñez de Balboa desaparecieron, quizás por una operación deliberada de los descendientes de Pedrarias Dávila. Sus actividades fueron recogidas en las crónicas de Gonzalo Fernández de Oviedo, que coincidió con él durante un año en el Darién, y de fray Bartolomé de las Casas. Ambos se basaron fundamentalmente en información aportada por el obispo Quevedo y dieron una versión de los hechos que realzaba a Balboa frente a Pedrarias, al que denigraron como envidioso, violento y codicioso. El recuerdo de Balboa cayó después en el olvido hasta que, a principios del siglo XIX, fue redescubierto por dos estudiosos: el español Manuel José Quintana, autor de la primera biografía de Balboa, y el estadounidense Washington Irving.
La figura de Vasco Nuñez de Balboa fue sistemáticamente ensalzada en Panamá tras la Separación de Panamá de Colombia. Actualmente llevan su nombre diversos parques y avenidas de la capital y existe un monumento que mira al océano Pacífico dedicado a su toma de posesión del Mar del Sur. En su honor se bautizó como balboa la divisa panameña y su rostro aparece en el anverso de algunas monedas. Su nombre designa asimismo a uno de los principales puertos en el canal de Panamá y al distrito administrativo que abarca el archipiélago de las Perlas, lugar que llegó a descubrir. La Orden de Vasco Núñez de Balboa, máxima condecoración otorgada por el gobierno panameño a personajes destacados y sobresalientes en el orden nacional e internacional, fue establecida el 28 de enero de 1933.
En España, su nombre también aparece en una calle y una estación subterránea del metro de Madrid (estación de Núñez de Balboa) y calles de otras muchas ciudades españolas como Jaén, Sevilla, Salamanca, Barcelona o Valladolid. En Extremadura se fundó en 1952 una nueva población llamada Balboa y varias empresas llevan dicho nombre: Siderúrgica Balboa, Cementos Balboa y la proyectada refinería Balboa, que no llegó a construirse.
En San Diego (California) se le dio su nombre al parque Balboa, el mayor de la ciudad.
El cráter lunar Balboa lleva este nombre en su honor.
En el año 2013, conmemorando los 500 años de su llegada al Pacífico, la productora española Atrevida Producciones, en una coproducción hispano-panameña, realizó la película documental Descubridores por la ruta de Balboa siguiendo la misma ruta que había utilizado Balboa por el istmo de Panamá en su descubrimiento del Mar del Sur.